# 니레지하저구

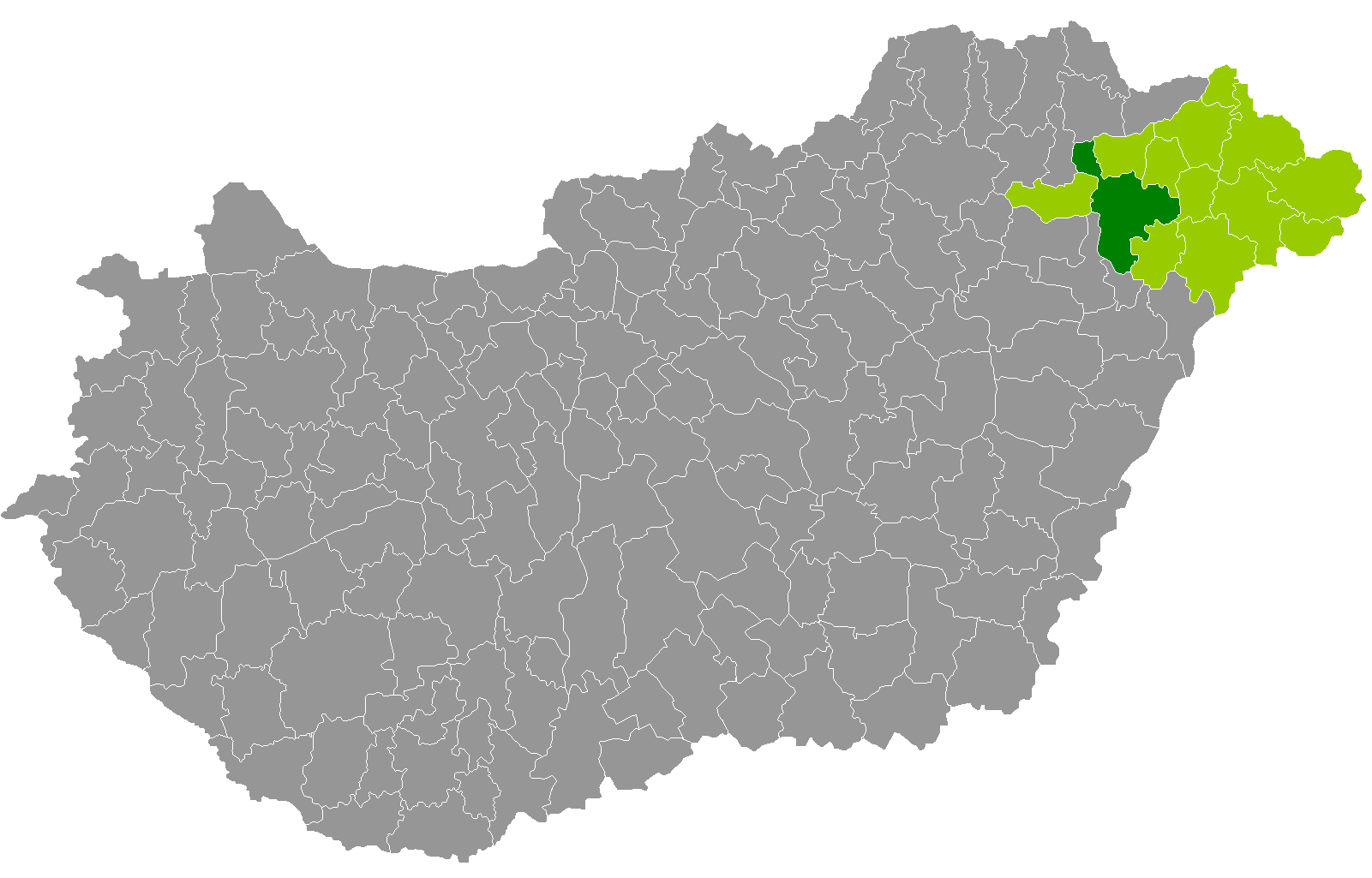
서볼치서트마르베레그주 지도에 표시된 니레지하저구의 위치

니레지하저구(헝가리어: Nyíregyházi járás)는 헝가리 서볼치서트마르베레그주에 위치한 구로 구청 소재지는 니레지하저이며 면적은 809.61km2, 인구는 168,118명(2011년 기준), 인구 밀도는 208명/km2이다.
북쪽으로는 이브라니구, 케메체구, 보르쇼드어버우이젬플렌주 샤로슈퍼터크구, 동쪽으로는 벅털로란트하저구, 너지칼로구, 남쪽으로는 허이두비허르주 허이두허드하즈구, 서쪽으로는 티서버슈바리구, 허이두비허르주 허이두뵈쇠르메니구와 접한다. 15개 지방 자치체(1개 도시주, 3개 시, 11개 마을)를 관할한다.

구 문장